# Guerre néerlando-portugaise
La guerre néerlando-portugaise (en néerlandais Nederlands-Portugese oorlog, en portugais Guerra Luso-Neerlandesa) est une suite de conflits navals dans le monde colonial, opposant les intérêts des compagnies néerlandaises : la Compagnie néerlandaise des Indes occidentales (WIC) et la Compagnie néerlandaise des Indes orientales (VOC), et les intérêts commerciaux de l'empire portugais. 
Ce conflit s'insère dans le cadre de ce qu'on appelle (rétrospectivement) la guerre de Quatre-Vingts Ans (1568-1648), c'est-à-dire l'insurrection des Pays-Bas contre le roi d'Espagne Philippe II, insurrection qui, en 1581, devient une guerre entre les Provinces-Unies et l'Espagne. 
Or, à partir de 1580, Philippe II contrôle le Portugal, de sorte que par la suite, les Provinces-Unies considèrent les Portugais comme des ennemis, notamment dans le monde colonial où leurs compagnies cherchent à s'implanter : en détruisant des implantations portugaises, ils contribuent à affaiblir la puissance espagnole.
La guerre néerlando-portugaise s'achève officiellement en 1661 par le traité de La Haye.

## Contexte

### L'insurrection des Pays-Bas et la naissance des Provinces-Unies
À la fin de son règne, Charles Quint (1500-1558), empereur (par élection), souverain des Dix-Sept Provinces des Pays-Bas en tant que descendant de Charles le Téméraire et roi d'Espagne en tant que descendant des Rois catholiques, transmet  en octobre 1555 les Pays-Bas à son fils Philippe, puis lui cède la couronne d'Espagne en janvier 1556. 
Les Pays-Bas sont dès lors associés à l'Espagne, bien qu'ils fassent partie du Saint-Empire (Philippe II est, formellement, vassal de l'empereur, son oncle Ferdinand jusqu'en 1564, pour chacune des dix-sept provinces).
Les dissensions entre les Néerlandais, qui ont des traditions d'autonomie urbaine et provinciale, et un souverain absolutiste aboutissent en 1566 à la révolte des Gueux, qui en 1568, devient une guerre sous la direction de Guillaume d'Orange. En 1581, les insurgés proclament la déchéance de Philippe II de ses droits sur les Pays-Bas, par l'acte de La Haye, qui marque le début d'un nouvel État en Europe, les Provinces-Unies. Mais pour Philippe, ce sont toujours des sujets dont la rébellion doit être écrasée. La guerre se poursuit donc jusqu'à la fin du règne de Philippe II (1598), et même au-delà, puisque les Provinces-Unies ne sont finalement reconnues par le roi d'Espagne qu'en 1648 (traité de Münster). 

### La mainmise de l'Espagne sur le Portugal
Durant cette période, Philippe II réussit à intégrer le royaume de Portugal à la couronne espagnole, dans le cadre de l'Union ibérique qui dure jusqu'en 1640. 

### Les empires coloniaux portugais et espagnol
Or le Portugal est depuis la fin du XVe siècle à la tête d'un empire colonial constitué de nombreux comptoirs commerciaux, sur les côtes d'Afrique, des « Indes orientales » (Inde, Indochine, Chine, Japon) et du Brésil. 
De son côté, l'Espagne contrôle l'Amérique centrale (Caraïbes et Mexique) et l'Amérique du Sud (Pérou, Colombie), les « Indes occidentales ».

### Les ambitions néerlandaises
Très vite, les Provinces-Unies, dont les populations ont aussi une tradition commerciale et maritime, lancent des expéditions visant à s'implanter dans le monde colonial se heurtant alors aux Portugais, sujets du roi d'Espagne, contre qui les Néerlandais sont en guerre en Europe.  
Les intérêts coloniaux des Provinces-Unies sont délégués à des compagnies privées. Dès le début du XVIIe siècle, émergent les deux grandes compagnies : la WIC et la VOC.

## Les forces en présence

### Du côté portugais
- Rôle de l'Espagne dans la défense des possessions portugaises

### Du côté néerlandais
- Les compagnies des Indes : création ; ressources ; équipement commercial, administratif et militaire
- Rôle de la république des Provinces-Unies dans le monde colonial
- L'appui de l'Angleterre

## Les théâtres d'opération
Les deux compagnies néerlandaises s'attaquent aux comptoirs portugais au Brésil, en Afrique et en Asie, avec des fortunes diverses : en Afrique et au Brésil, elles subissent un échec qui entraine la faillite de la Compagnie néerlandaise des Indes occidentales. En Asie, c'est au contraire un succès, qui assure plus d'un siècle de prospérité à la Compagnie néerlandaise des Indes orientales.

### Le Brésil
Au Brésil, les Provinces-Unies prennent en 1624 le contrôle d'un des principaux comptoirs portugais, Salvador de Bahia, mais en sont chassés l'année suivante. 
Ils reviennent à l'offensive en 1631, s'emparant du port de Recife et de la ville d'Olinda.
En difficulté à partir de 1645, ils sont battus lors des deux batailles des Guarapapes (1648 et 1649).
Ils renoncent définitivement à s'implanter au nord du Brésil en 1654, date du départ des derniers Néerlandais de Recife.

### L'Angola
En Afrique, les Hollandais harcèlent la colonie portugaise de l'Angola en 1624, afin d'assécher les flux de déportation d'esclaves des Portugais. Ces derniers envoyaient les esclaves travailler dans la grande ville de Potosi, où se trouvait une mine produisant l'argent-métal dans le monde, en passant par Buenos Aires et le Brésil, où une partie des déportés étaient achetés au passage par les planteurs de sucre portugais.
Un peu plus tard, les Hollandais attaquent de nouveau la colonie portugaise de l'Angola et s'emparent d'une partie de ce territoire, celle du littoral, où le port de Luanda servait aux Portugais à exporter des esclaves. Mais, les Hollandais se heurtent à une résistance locale qui prend la forme de la guerre néerlando-portugaise en Angola et ils ne conservent le port de Luanda que de 1641 à 1648, date à laquelle les Portugais les chassent entièrement d'Angola.

### La Côte de l'Or (Ghana)
Les Hollandais s'emparent de deux comptoirs des Portugais, afin de développer leur commerce de tous les produits sur la Côte-de-l'Or, d'abord celui d'Elmina en 1637 puis celui d'Axim. Ces deux comptoirs ont pour principale finalité d'augmenter l'accès des Hollandais à la production d'or du Guana, mais la guerre de Trente Ans suscite des besoins monétaires importants des autres nations, Suède, Danemark, France, Angleterre, Duché de Courlande, qui bâtissent de nombreux forts peu après dans la même zone, ne parvenant à détourner qu'une partie des flux d'or captés par les Hollandais.

### L'Asie
La Compagnie néerlandaise des Indes orientales (VOC) mène en 1604 une offensive de courte durée contre les intérêts portugais tant en mer avec des corsaires dans l'océan Indien occidental que sur terre avec des sièges contre des forts, certains avec succès comme Amboine et Tidore en 1605, d'autres sans succès comme Malacca en 1606 et l'île de Mozambique en 1607 et 1608.
En juin 1619, la VOC s'allie avec la East India Company (EIC) anglaise mais cet accord signé en Europe surprend les leaders locaux des deux institutions qui sont en guerre ouverte depuis 1618 à propos du monopole hollandais sur le commerce des épices des Moluques. Deux escadres communes sont cependant créées ; la première consituée de 5 navires anglais et 5 hollandais, active dès juin 1620, donne la chasse aux navires entre Macao et le Japon jusqu'en 1622 et fait un blocus du port de Manille début 1621 et début 1622. La deuxième, avec une participation anglaise réduite et sous la direction de Jacob Dedel, part de Batavia en octobre 1621 avec comme objectif Goa et la côte de Malabar. Elle va cependant être redirigée vers l'île de Mozambique où elle réussit en juillet 1622 à intercepter et vaincre la flotte portugaise de la Route des Indes. Elle arrive finalement à Goa en décembre 1622 et fait le blocus jusqu'en mars 1623, empêchant la carraque São Tomé de faire le voyage de retour à Lisbonne cette année-là.
Les offensives néerlandaises sur Goa (1638-1639) et Macao (1622) sont défaites mais ils remportent ensuite plusieurs victoires. Ils s'emparent de Malacca (1641), de Ceylan (siège de Galle en 1640) et des comptoirs portugais sur la côte de Malabar, obtenant le monopole du commerce avec le Japon (1641). Avec le contrôle total de Ceylan en 1658, ils finalisent le monopole sur le commerce des épices.

## La fin de la guerre
La guerre se poursuit même après la séparation de l'Union ibérique (1640) et la paix entre les Provinces-Unies et l'Espagne (1648).
Cette guerre entraîne l'affaiblissement de l'empire colonial portugais, qui perd sa prééminence en Asie, et pose les fondements de l'empire colonial néerlandais qui domine le commerce mondial jusqu'en 1713.